# Aden Abdullah Osman Daar
Aden Abdullah Osman Daar (som. Aadan Cabdulle Cismaan Daar, arap.: آدم عبد الله عثماندا Beledweyne, 1908. - Nairobi, 8. lipnja 2007.), somalijski političar i državnik, koji je obnašao dužnost prvog predsjednika Somalije.

## Životopis
Rodio se u kolonijalnoj Somaliji, u mjestu Belet Weyne, blizu etiopske granice. Po vjeri je bio musliman. Nije imao ženu ni djecu. Pripadao je Somalijskoj omladinskoj ligi. 1. srpnja 1960. godine,proglašena je neovisnost Somalije, a on je imenovan predsjednikom. Vladao je autoritativno i bio sposoban političar. Mandat mu je završio 10. lipnja 1967. nakon što je izgubio izbore održane te godine. Njegov nasljednik je ubijen u atentatu dvije godine poslije. To je dovelo do puča kojeg je izveo general Mohammed Siad Barre. U zemlji je uvedena vojna diktatura. Daar se, zajedno s još 100 ljudi, protivio diktaturi, o čemu je izdana i deklaracija. Bačen je u zatvor zajedno s još 50 osoba. Građanski rat urodio je plodovima razaranja, ubojstava, i silovanja. Posljednje godine života proveo je na svojoj farmi u mjestu Janale na jugu Somalije. Zbog svoje politike uživao je veliki ugled u svijetu, a imao je i mjesto doživotnog zastupnika u parlamentu. Umro je u bolnici Nairobija, Kenija, u dobi od 99 godina. Prijelazna savezna Vlada Somalije proglasila je 21 dan žalosti, a održana je i nacionalna komemoracija.

## Povezice
- Osman Aden Abdulle
- Somalijska omladinska liga